# 穆雷島

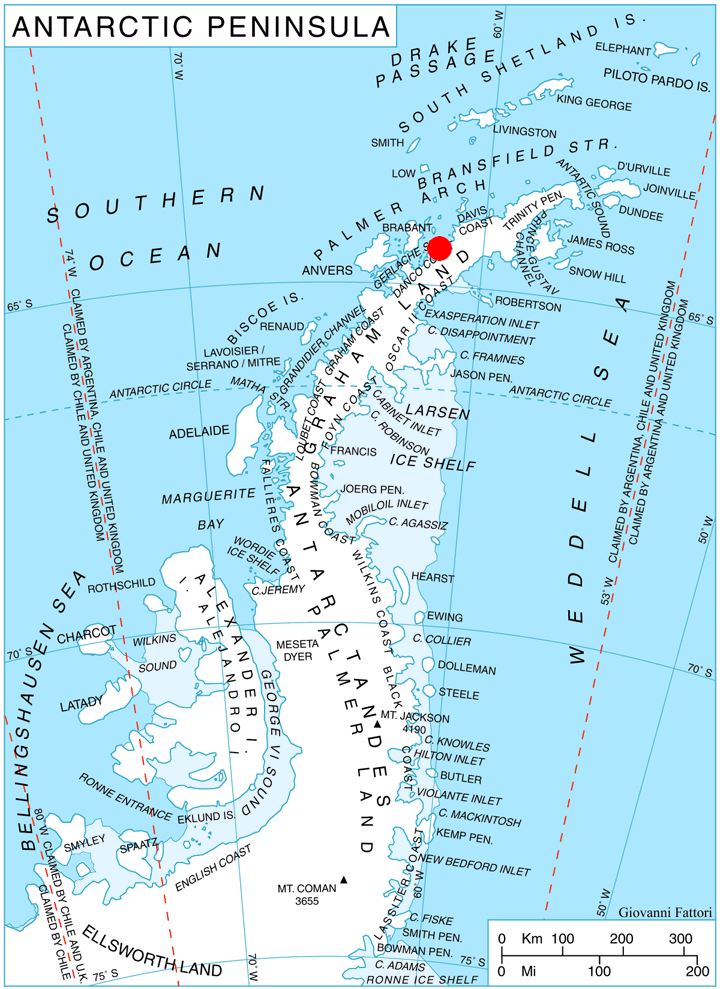

穆雷島是南極洲的島嶼，位於休斯灣西部，長6公里，該半島其中0.98平方公里地區被國際鳥盟列為重點鳥區，是180雙藍眼鸕鷀的棲息地。

## 外部連結
- SCAR Composite Gazetteer of Antarctica（页面存档备份，存于）.

64°22′S 61°34′W / 64.367°S 61.567°W